# Civilization (серия игр)
Civilization (с англ. — «Цивилизация») — серия компьютерных игр в жанре пошаговой стратегии. Игры дополнительно сочетают жанры глобальной стратегии, 4X и варгейма. Игрок управляет цивилизацией на протяжении всего исторического времени — от Древнего мира до современности. Управление включает в себя экономику, политику, военные действия, торговлю, исследование новых территорий и новых технологий, а конкурентами выступают другие цивилизации. Игры характеризуются наличием тайловой и генерируемой карты, городов с постройками, боевыми юнитами, дипломатией, деревом технологий.

## Игры серии
- Civilization (1991)
  - Sid Meier’s CivNet (1995) — переиздание с добавлением сетевой игры.
- Civilization II (1996)
  - Civilization II: Conflicts in Civilization (1996), первое дополнение для игры Civilization II.
  - Civilization II: Fantastic Worlds (1997), второе дополнение для игры Civilization II.
  - Civilization II: Test of Time (1999)
- Civilization III (2001)
  - Civilization III: Play the World (2002), первое дополнение для игры Civilization III.
  - Civilization III: Conquests (2003), второе дополнение для игры Civilization III.
- Civilization IV (2005)
  - Civilization IV: Warlords (2006), первое дополнение для игры Civilization IV.
  - Civilization IV: Beyond the Sword (2007), второе дополнение для игры Civilization IV.
  - Civilization IV: Colonization (2008), ремейк игры Colonization 1994 года.
- Civilization Revolution (2008)
- Civilization V (2010)
  - Civilization V: Gods & Kings (2012), дополнение для игры Civilization V.
  - Civilization V: Brave New World (2013), второе дополнение для игры Civilization V.
- Civilization World[англ.] (2011), игра для соцсети Facebook
- Civilization Revolution 2[англ.] (2014)
- Civilization: Beyond Earth (2014)
  - Civilization: Beyond Earth: Rising Tide (2015)
- Civilization VI (2016)
  - Civilization VI: Rise and Fall (2018), первое дополнение для игры Civilization VI.
  - Civilization VI: Gathering Storm (2019), второе дополнение для игры Civilization VI.
  - Civilization VI: New Frontier Pass (2020), набор годового игрового контента, выпускавшегося с мая 2020 до апреля 2021 года.
  - Civilization VI: Leader Pass (2022), набор дополнений выпускаемых ежемесячно с ноября 2022 до марта 2023 года.
- Civilization VII (2025)

Компиляции
- The Explorer (1997) — включает Civilization и Colonization
- Civilization II: Multiplayer Gold Edition (1998) — Civilization II плюс два дополнения: Conflicts in Civilization и Fantastic Worlds
- Civilization III: Gold Edition (2003) — Civilization III и дополнение Play the World
- Civilization III: Complete (2005) — Civilization III плюс два дополнения: Play the World и Conquests
- Civilization Chronicles (2006) — включает все игры серии с первой по четвёртую
- Civilization IV: Gold Edition (2007) — Civilization IV плюс дополнение Warlords
- Civilization IV: Complete (2007) — Civilization IV плюс два дополнения
- Civilization IV: The Complete Edition (2009) — Civilization IV плюс два дополнения; не имеет защиты от копирования
- Civilization V: Complete Edition (2014) — Civilization V со всеми дополнениями.
- Civilization VI Anthology (2021) — Civilization VI со всеми дополнениями.